# Niclas Füllkrug
Niclas Füllkrug (født 9. februar 1993) er en tysk professionel fodboldspiller, som spiller for Premier league-klubben West Ham og Tysklands landshold.